# 符驗
符驗（1493年—1556年），字大克，號松岩，浙江台州府黃巖縣管驿巷人，軍籍，明朝政治人物。

## 生平
嘉靖七年（1528年）戊子科浙江鄉試第七名舉人。嘉靖十七年（1538年）中式戊戌科會試第八十八名，登第三甲第一百六十六名進士。十八年十一月选授南京福建道試监察御史，二十年二月實授，巡按福建。二十一年升常州府知府，二十四年正月考察降調。贬为福建福安縣知縣，二十八年官彰德府同知。三十四年累升廣西按察司佥事，因积劳成疾，第二年卒于任上。

## 家族
曾祖符永廉；祖父符孚；父符匡，邵阳教諭。母金氏。永感下。兄符璽。弟符瓊。